# Shelby Miller
Shelby Charles Miller (né le 10 octobre 1990 à Houston, Texas, États-Unis) est un lanceur droitier des Cubs de Chicago de la Ligue majeure de baseball.

## Carrière

### Cardinals de Saint-Louis

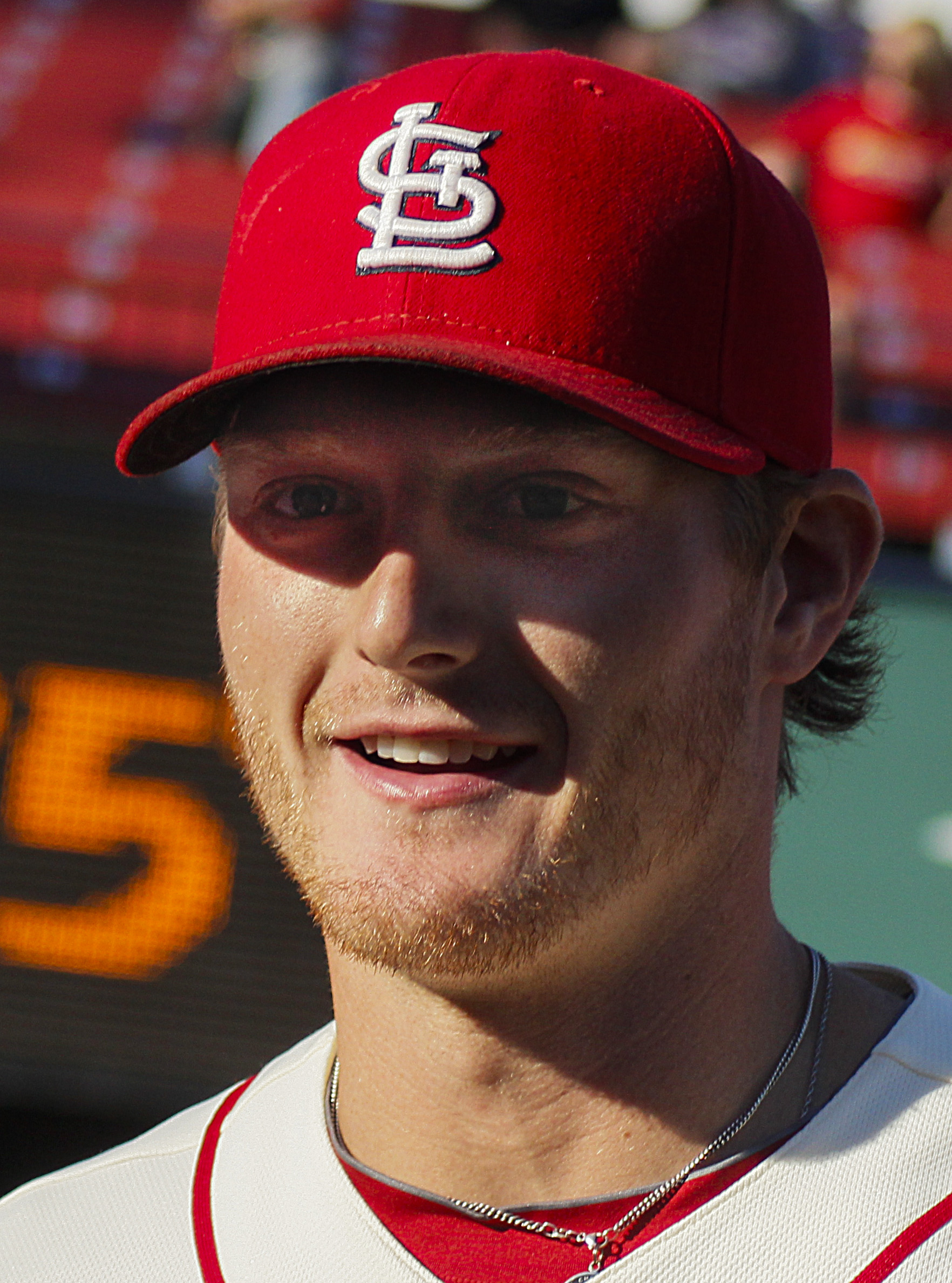
Shelby Miller en 2013 avec les Cardinals de Saint-Louis.

Shelby Miller est le choix de première ronde des Cardinals de Saint-Louis en 2009. Joueur prometteur, Miller apparaît en 2010 en 50e position du classement des 100 meilleurs joueurs d'avenir dressé annuellement par Baseball America. L'année suivante, il fait un bond jusqu'à la 13e position du palmarès et se classe 8e avant la saison 2012. Il participe au match des étoiles du futur en 2011 à Phoenix.

#### Saison 2012
Miller, un lanceur partant qui débute dans les ligues mineures en 2009 et gradue en 2012 au niveau AAA, fait ses débuts dans le baseball majeur comme lanceur de relève pour les Cardinals le 5 septembre 2012. Il aligne 5 présences en relève de suite en fin de saison 2012, remportant au passage sa première victoire dans les majeures le 16 septembre après avoir lancé une manche face aux Dodgers de Los Angeles. Au dernier jour de la saison régulière 2012, dans un match sans importance pour des Cardinals déjà assurés de leur place en séries éliminatoires, Miller lance un match sans coup sûr pendant 5 manches et deux tiers à Saint-Louis face aux Reds de Cincinnati avant de céder un premier coup sûr à Wilson Valdéz. Il n'est pas impliqué dans la décision malgré un seul coup sûr alloué, aucun point accordé, et 7 retraits sur des prises en 6 manches lancées. En éliminatoires, Miller fait deux apparitions en relève contre les Giants de San Francisco en Série de championnat 2012 de la Ligue nationale, accordant deux points mérités en 3 manches et un tiers.

#### Saison 2013

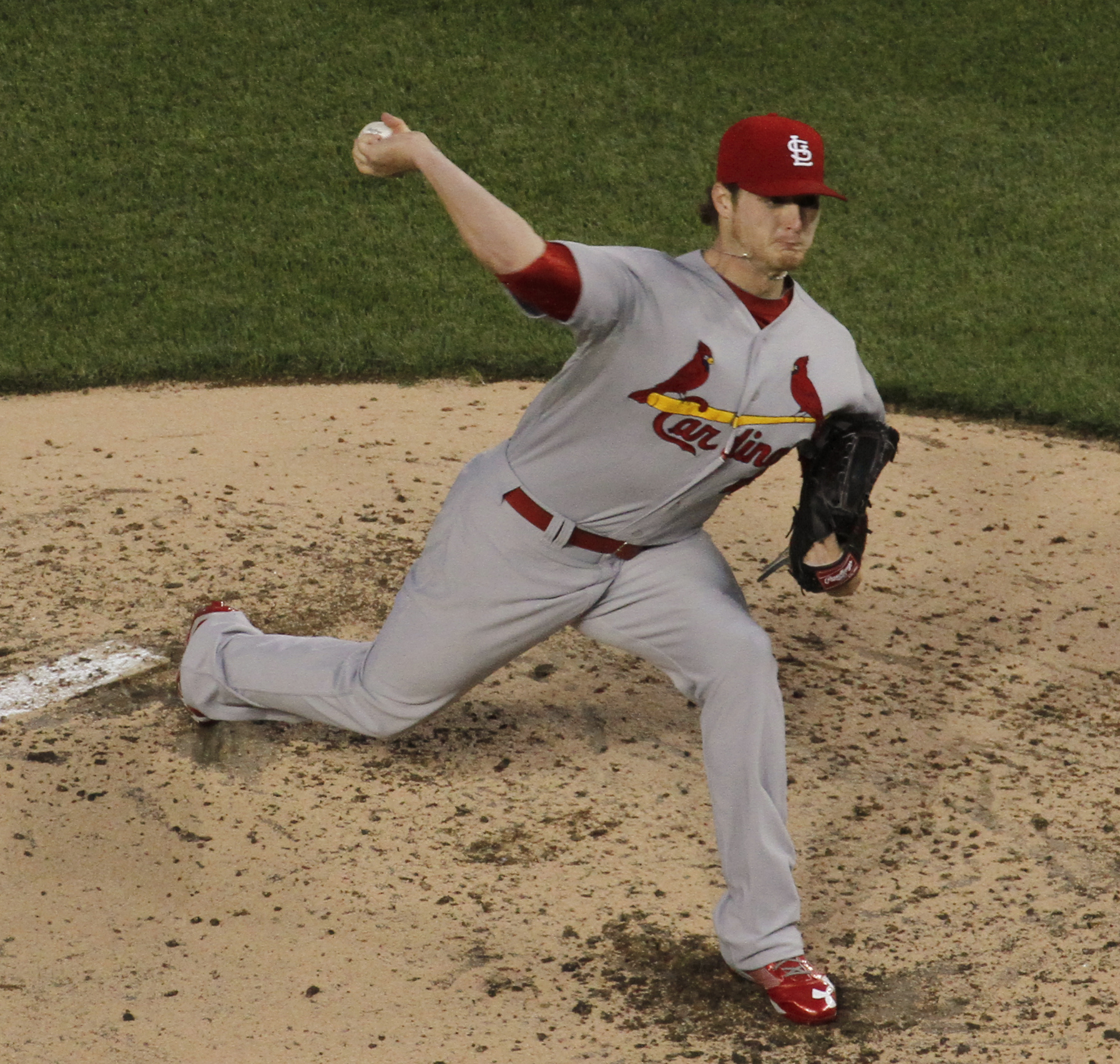
Shelby Miller en avril 2013 avec les Cardinals.

Dans la rotation de lanceurs partants des Cardinals en 2013, Shelby Miller effectue 31 départs. Il remporte 15 victoires contre 9 défaites et maintient une très bonne moyenne de points mérités de 3,06 en 173 manches et un tiers lancées, avec 169 retraits sur des prises. Il termine 3e du vote de fin d'année désignant la recrue par excellence de la Ligue nationale.
Sans raison apparente, il est cependant écarté de la rotation des Cardinals durant les séries éliminatoires, qui se terminent par une défaite aux mains des Red Sox de Boston en Série mondiale 2013. Après la défaite, la décision du club est remise en question : le gérant Mike Matheny et le directeur-gérant John Mozeliak indiquent qu'ils considéraient Miller trop fatigué après une imposante charge de travail en saison régulière. Miller explique quant à lui qu'il ne ressentait ni fatigue ni douleurs à l'épaule et qu'on ne lui a jamais expliqué cette décision. Il n'effectue qu'une présence en éliminatoires de 2013 : une manche en relève dans le second affrontement de la Série de division contre Pittsburgh, où il accorde un circuit à Starling Marte.

#### Saison 2014
Miller est chancelant en début de saison 2014 mais se ressaisit en seconde moitié de campagne, avec une moyenne de points mérités de 2,92 après la pause du match des étoiles. Il termine 2014 avec 10 victoires, 9 défaites en 32 matchs, dont 31 départs, et un nouveau sommet personnel de 183 manches lancées. Sa moyenne de points mérités, à la hausse, se chiffre à 3,74. Il passe toutefois de 8,8 retraits sur des prises par 9 manches lancées en 2013 à 6,2 en moyenne en 2014. Il en réussit 127 au total cette année-là.
Cette fois, il a la chance d'être lanceur partant dans les éliminatoires. Il n'est impliqué dans aucune décision, fait bien dans le 4e match de la Série de divisions où les Cardinals éliminent les Dodgers de Los Angeles, mais est malmené par San Francisco, à qui il donne 3 points sur 6 coups sûrs et deux buts-sur-balles en seulement 3 manches et deux tiers dans le 4e match de la Série de championnat de la Ligue nationale.

### Braves d'Atlanta
Le 17 novembre 2014, les Cardinals de Saint-Louis échangent Shelby Miller et Tyrell Jenkins, un lanceur droitier des ligues mineures, aux Braves d'Atlanta contre le voltigeur étoile Jason Heyward et le releveur droitier Jordan Walden.
Miller frôle le match sans point ni coup sûr le 17 mai 2015 à Miami, lorsqu'il lance un match complet et un blanchissage de 6-0 sur les Marlins. Il accorde son premier coup sûr du match après deux retraits en 9e manche lorsque Justin Bour réussit un simple, rapidement suivi d'un autre de Dee Gordon avant qu'il ne puisse mettre fin à la rencontre.
En dépit d'une très bonne moyenne de points mérités de 3,02 en 205 manches et un tiers lancées en 2015, Miller mène les majeures avec 17 défaites alors que les Braves perdent 95 matchs, leur pire performance en 25 ans. Miller remporte 6 victoires, atteint un nouveau record personnel de 171 retraits sur des prises, lance deux blanchissages et mène les lanceurs de la Ligue nationale avec 33 départs.

### Diamondbacks de l'Arizona
Le 9 décembre 2015, les Braves d'Atlanta échangent Shelby Miller et le lanceur gaucher des ligues mineures Gabe Speier aux Diamondbacks de l'Arizona contre le voltigeur Ender Inciarte, le lanceur droitier des mineures Aaron Blair et le joueur d'arrêt-court Dansby Swanson, tout premier choix du repêchage amateur de 2015.